# Hermann Kesten
Œuvres principales
Hermann Kesten, né le 28 janvier 1900 à Podwołoczyska en Galicie, Autriche-Hongrie, aujourd'hui Pidvolotchysk en Ukraine et mort le 3 mai 1996 (dans une maison de retraite) à Bâle en Suisse, est un écrivain allemand. C'est un des représentants de la Neue Sachlichkeit (« la Nouvelle Objectivité ») en littérature dans les années 1920.

## Biographie
En 1904, quelques années après la naissance de Kesten, la famille déménage à Nuremberg. En 1919, il est diplômé de la vieille école royale humaniste de Nuremberg et, de 1919 à 1923, étudie le droit et l'économie nationale, aussi l'histoire, la langue allemande et la philosophie à Erlangen et à Francfort-sur-le-Main. Un projet de doctorat sur Heinrich Mann reste inachevé ; Kesten interrompt ses études et, de 1923 à 1926, travaille avec sa mère dans le commerce de ferraille. Plus tard, il voyage à travers l'Europe et l'Afrique du Nord. En 1926, il publie le récit évasion futile ( « Vergebliche Flucht » ) dans le Frankfurter Zeitung. En 1933, fuyant le nazisme, il se réfugie à Sanary-sur-mer (France).
En septembre 1939, il se trouve au " château de Vernuche " à Varennes-Vauzelles, près de Nevers (Nièvre), utilisé comme Centre de Rassemblement des Etrangers. Nommé « camp des travailleurs volontaires Groupe VI ». S'y trouvent aussi entre autres, Walter Benjamin, Hans Fittko, Max Aron, Hans Sahl.
En 1977, il reçoit le Prix Nelly-Sachs.

## Œuvres
Liste non exhaustive.
- Josef sucht die Freiheit, 1927
- Der Gerechte, 1934
- Ferdinand und Isabella, 1936
- König Philipp II, 1938
- Die Kinder von Gernika, 1939
- Die Zwillinge von Nürnberg, 1947
- Dichter in Café, 1959

### Œuvres traduites en français
- Joseph cherche la liberté… [« Josef sucht die Freiheit »], trad. de Madeleine Violet, Paris, Librairie de Valois, 1930, 240 p. (BNF 35511313), rééd. M. de Maule, 1987  (ISBN 2-87623-014-3)
- Gens heureux [« Der Gerechte »], trad. de Madeleine Violet, Paris, Éditions Rieder, coll. « Les Prosateurs étrangers modernes », 1933, 310 p. (BNF 35511314), rééd. M. de Maule, 1987  (ISBN 2-87623-015-1)
- Copernic et son temps [« Copernicus und seine Welt »], trad. d’Eugène Bestaux, Paris, Éditions Calmann-Lévy, coll. « Précurseurs de génie », 1951, 429 p. (BNF 32306230)
- Ferdinand et Isabelle [« Ferdinand und Isabella »], trad. de Blanche Gidon, Paris, Éditions Calmann-Lévy, 1952, 425 p. (BNF 32306233)
- Les Enfants de Guernica [« Die Kinder von Gernika »], trad. de Blanche Gidon, Paris, Éditions Calmann-Lévy, 1954, 195 p. (BNF 32306232)
- Philippe II. Le Démon de l’Escurial [« Ich, der König »], trad. de Blanche Gidon, Paris, Éditions Calmann-Lévy, 1957, 267 p. (BNF 32306238)